# Duch w niewidzialnym bikini
Duch w niewidzialnym bikini (tytuł oryginalny The Ghost in the Invisible Bikini) – amerykański film fabularny z 1966 roku, w reżyserii Dona Weis'a.
Film był połączeniem horroru, musicalu i komedii - reprezentował nurt beach party movie. Akcja osadzona jest wokół zabiegów zmarłego pana Hirama Stockleya (Boris Karloff), który ma 24 godziny na wykonanie dobrego uczynku – jest to warunkiem dostania się do nieba.